# خفته در باد
خفته در باد (با نام اصلی: Still Life) یک رمان مهیج نوشتهٔ جوی فیلدینگ محصول سال ۲۰۰۹ است.